# Ženskij volejbol'nyj klub Dinamo-Ak Bars
La Ženskij volejbol'nyj klub Dinamo-Ak Bars (in russo "женский волейбольный клуб Динамо-Ак Барс") è una società pallavolistica femminile russa, con sede a Kazan': milita nel campionato di Superliga.

## Storia
Il Volejbol'nyj klub Kazanočka viene fondato nel 2002 e già nella stagione 2005-06 debutta in Superliga, il massimo livello del campionato russo. Nella stagione 2007-08, a causa di diversi problemi societari, il club precipita in una grave crisi, tale da portarlo, al termine dell'annata, alla retrocessione.
Nell'annata 2008-09 la squadra assume la denominazione di Ženskij volejbol'nyj klub Dinamo-Kazan e partecipa al campionato cadetto russo: a fine stagione sarà nuovamente promossa nella massima serie. Nel 2011 vince il suo primo trofeo, ossia la Coppa di Russia e qualche mese dopo vince il suo primo scudetto. Nella stagione 2011-12 arriva in finale di Coppa di Russia venendo sconfitta dalla Dinamo Mosca; inoltre raggiunge la Final Four di Champions League venendo eliminata in semifinale dal Fenerbahçe. La stagione in patria si conclude vincendo la serie di finale con la Dinamo Mosca per 3-1 e la conquista del secondo scudetto, titolo bissato anche nella stagione 2012-13 quando la squadra guidata da Rišat Giljazutdinov si aggiudica anche la Coppa di Russia e raggiunge i play-off a 6 di Champions League.
Nella stagione 2013-14 la società ottiene il quarto titolo nazionale e si laurea per la prima volta campione d'Europa, battendo in finale il VakıfBank, e campione del mondo dopo aver superato nell'atto conclusivo della competizione iridata le brasiliane dell'Osasco.
Si aggiudica il quinto scudetto consecutivo al termine del campionato 2014-15, seguito da una stagione interlocutoria che fa da preludio alla conquista di altre due edizioni consecutive della Coppa di Russia ed alla vittoria della Coppa CEV 2016-2017.
Dopo una stagione senza acuti, nell'annata 2019-20 si aggiudica la quinta Coppa di Russia e, dopo aver concluso al primo posto la regular season, a seguito della chiusura anticipata del campionato per effetto della pandemia di COVID-19 si aggiudica per la sesta volta il titolo nazionale. Nel 2020 cambia nuovamente denominazione, passando a chiamarsi Ženskij volejbol'nyj klub Dinamo-Ak Bars.
All'inizio della stagione 2020-21 conquista per la prima volta la Supercoppa russa, bissando quindi nel corso della stagione la vittoria dell'anno precedente in Coppa di Russia. Nelle stagioni successive conquista il settimo scudetto, l'ottava Coppa nazionale e altre due edizioni della Supercoppa.

## Rosa 2020-2021
| N° | Nome                 | Ruolo | Data di nascita   | Nazionalità sportiva |
| -- | -------------------- | ----- | ----------------- | -------------------- |
| 1  | Milina Rachmatullina | L     | 3 ottobre 2001    | Russia               |
| 2  | Anna Malova          | L     | 16 aprile 1990    | Russia               |
| 3  | Ol'ga Birjukova      | S     | 19 settembre 1994 | Russia               |
| 4  | Marina Manjuk        | C     | 26 novembre 1982  | Russia               |
| 6  | Irina Zarjažko       | C     | 4 ottobre 1991    | Russia               |
| 7  | Anna Kotikova        | S     | 13 ottobre 1999   | Russia               |
| 9  | Elizaveta Popova     | P     | 7 giugno 2002     | Russia               |
| 10 | Samanta Fabris       | O     | 8 febbraio 1992   | Croazia              |
| 12 | Samantha Bricio      | S     | 22 novembre 1994  | Messico              |
| 13 | Evgenija Starceva    | P     | 12 febbraio 1989  | Russia               |
| 15 | Arina Fedorovceva    | S     | 19 gennaio 2004   | Russia               |
| 17 | Tat'jana Kadočkina   | S     | 21 marzo 2003     | Russia               |
| 19 | Vita Akimova         | S     | 16 luglio 2002    | Russia               |
| 22 | Taisija Konovalova   | C     | 22 maggio 1996    | Russia               |

## Palmarès
- Campionato russo: 7

2010-11, 2011-12, 2012-13, 2013-14, 2014-15, 2019-20, 2023-24
- Coppa di Russia: 8

2010, 2012, 2016, 2017, 2019, 2020, 2021, 2024
- Supercoppa russa: 3

2020, 2022, 2024
- Campionato mondiale per club: 1

2014
- CEV Champions League: 1

2013-14
- Coppa CEV: 1

2016-17

## Denominazioni precedenti
- 2002-2008: Volejbol'nyj klub Kazanočka
- 2008-2020: Ženskij volejbol'nyj klub Dinamo-Kazan'